# Baldwin (Michigan)
Baldwin falu az USA Michigan államában, Lake megyében, melynek megyeszékhelye is. Lakosainak száma 902 fő (2020. április 1.).

## Népesség
A település népességének változása:
| Lakosok száma | 165  | 1208 | 902  |
|               | 1880 | 2010 | 2020 |